# Гудінг (округ, Айдахо)
Шаблон:StateAbbr_ 42°58′ пн. ш. 114°48′ зх. д. / 42.97° пн. ш. 114.8° зх. д.
Округ Гудінг (англ. Gooding County) — округ (графство) у штаті  Айдахо, США. Ідентифікатор округу 16047.

## Історія
Округ утворений 1913 року.

## Демографія
За даними перепису 
2000 року 
загальне населення округу становило 14155 осіб, зокрема міського населення було 3598, а сільського — 10557.
Серед мешканців округу чоловіків було 7223, а жінок — 6932. В окрузі було 5046 домогосподарств, 3719 родин, які мешкали в 5505 будинках.
Середній розмір родини становив 3,22.
Віковий розподіл населення поданий у таблиці:
| Стать    | До 15 років | 15-21 | 22-29 | 30-39 | 40-49 | 50-65 | 65-85 | Понад 85 |
| -------- | ----------- | ----- | ----- | ----- | ----- | ----- | ----- | -------- |
| Чоловіки | 1768        | 812   | 737   | 913   | 961   | 1055  | 854   | 123      |
| Жінки    | 1617        | 701   | 606   | 850   | 902   | 1055  | 1021  | 180      |

## Суміжні округи
- Камас — північ
- Джером — схід
- Лінкольн — схід
- Твін-Фоллс — південь
- Елмор — захід

## Виноски
1. ↑  (unspecified title) — Москва: ВИНИТИ РАН, 1964. — С. 40. — 235 с.
2. ↑  U.S. Decennial Census. United States Census Bureau. Архів оригіналу за 26 квітня 2015. Процитовано 30 червня 2014.
3. ↑  Historical Census Browser. University of Virginia Library. Архів оригіналу за 11 серпня 2012. Процитовано 30 червня 2014.
4. ↑  Population of Counties by Decennial Census: 1900 to 1990. United States Census Bureau. Архів оригіналу за 30 жовтня 2014. Процитовано 30 червня 2014.
5. ↑  Census 2000 PHC-T-4. Ranking Tables for Counties: 1990 and 2000 (PDF). United States Census Bureau. Архів оригіналу (PDF) за 18 грудня 2014. Процитовано 30 червня 2014.
6. ↑  State & County QuickFacts. United States Census Bureau. Архів оригіналу за 17 липня 2011. Процитовано 30 червня 2014.(англ.) Наведено за англійською вікіпедією.
7. ↑  American FactFinder. Бюро перепису населення США. Архів оригіналу за 21 травня 2008. Процитовано 31 січня 2008.

| США | Це незавершена стаття з географії США. Ви можете допомогти проєкту, виправивши або дописавши її. |